# Van Binckhorst

Familiewapen van Van Binckhorst

Van Binckhorst (ook: Van Binckhorst van/tot den Binckhorst, Binkhorst en Peese Binkhorst) is een Nederlands geslacht, waarvan leden vanaf 1842 behoorden tot de Nederlandse adel en dat in 1912 uitstierf.

## Geschiedenis
De stamreeks begint met Gerdt ten Binckhorst uit de Lutte (Twente), landbouwer op het erf genaamd Binckhorst; hij trouwde in 1657 met Stiene Hassink en zij hertrouwde in 1675. Een nakomeling vestigde zich in Amsterdam; een zoon van deze, Franciscus Binckhorst (1786-1871) woonde op de Binckhorst te Voorburg.
Bij KB van 11 mei 1842 werd een zoon van de laatste, Johannes Theodorus van Binckhorst (1810-1876) verheven in de Nederlandse adel; hij verkreeg in 1868 naamswijziging tot Van Binckhorst van den Binckhorst en zijn zoon tot Van Binckhorst tot den Binckhorst. Met een kleinzoon van de geadelde stierf het geslacht in 1912 uit.

## Enkele telgen
Gerrit Jan Binkhorst (1733-1823), in 1752 burger van Oldenzaal
- Johannes Theodorus Binckhorst (1752-), koopman te Amsterdam
  - Franciscus van Binckhorst (1786-1871), woonde op Kasteel de Binckhorst te Voorburg; verkreeg in 1867 bij Koninklijk Besluit naamswijziging van Binkhorst tot Van Binkhorst
    - Jhr. Johannes Theodorus van Binckhorst van den Binckhorst (1810-1876), burgemeester van Meerssen
      - Jhr. mr. Leopold Frans Willem Ernst van Binckhorst tot den Binckhorst (1842-1904), rechter
        - Jhr. Charles Henri Ernest Louis Joseph Noël van Binckhorst tot den Binckhorst (1882-1912), laatste telg van de adellijke tak
- Gerhardus Binkhorst (1755-1839), koopman en raadslid in Oldenzaal; trouwde in 1784 met Anna Margaretha Hadewina Peese (1756-1834)
  - Johannes Franciscus Peese Binkhorst (1797-1885), verkreeg in 1820 bij Koninklijk Besluit naamswijziging tot Peese Binkhorst